# Tour d'Espagne 2012
Le 67e Tour d'Espagne se déroule du 18 août au 9 septembre 2012. Il s'agit de la 22e épreuve de l'UCI World Tour 2012.

## Présentation

### Parcours
Ce Tour d'Espagne a la particularité de se dérouler intégralement dans le nord de l'Espagne. La ville visitée la plus méridionale est Madrid, lieu d'arrivée de la dernière étape,.
La course débute par un contre-la-montre par équipes de 16,2 km autour de Pampelune. Après une étape de plaine, les coureurs participent à une étape de moyenne montagne arrivant au sommet de la montée d'Arrate, bien connue du Tour du Pays basque, et une étape de montagne avec arrivée au sommet. Puis, sont prévues deux étapes de plaines, entrecoupées d'une étape pour puncheurs, avec un final composé de l'enchaînement de deux côtes de 3e catégorie, dont la deuxième voit l'arrivée jugée à son sommet. S'ensuit une arrivée au col de la Gallina, puis d'une étape pour puncheurs, avec deux fois l'Alto de Montjuïc, classé en 3e catégorie et dont le deuxième passage au sommet (non répertorié) est la ligne d'arrivée.
Après la première journée de repos et une étape de transition, un contre-la-montre de 40 km, vallonné, est programmé, puis c'est au tour d'une arrivée au sommet d'un mur de 3e catégorie et d'une nouvelle étape de transition.
Ensuite, on entre dans la phase décisive de ce Tour d'Espagne, avec trois étapes de montagne ponctuées de surcroit d'arrivées au sommet, au puerto de Ancares, aux lacs de Covadonga et au Cuitu Negro.
Enfin, après le deuxième jour de repos, les coureurs parcourent une étape de moyenne montagne avec arrivée au sommet, deux étapes de plaine, une étape de montagne arrivant au sommet de la Bola del Mundo, juge de paix de l'édition 2010, et le circuit final dans les rues de Madrid,.
Ainsi, Joaquim Rodríguez pense que ce sera « une des éditions de la Vuelta les plus spectaculaires » et Denis Menchov un Tour d'Espagne « très dur et nerveux ». Pour le tenant du titre Juan José Cobo, « cette Vuelta est super exigeante. Peut-être même trop exigeante pour moi. Je pense que les trois jours dans les Asturies vont être décisifs ».

### Équipes
L'organisateur Unipublic a communiqué la liste des équipes invitées le 23 avril 2012. 22 équipes participent à ce Tour d'Espagne - 18 ProTeams et 4 équipes continentales professionnelles :
| Nom de l'équipe         | Pays        | Code |
| ----------------------- | ----------- | ---- |
| AG2R La Mondiale        | France      | ALM  |
| Astana                  | Kazakhstan  | AST  |
| BMC Racing              | États-Unis  | BMC  |
| Euskaltel-Euskadi       | Espagne     | EUS  |
| FDJ-BigMat              | France      | FDJ  |
| Garmin-Sharp            | États-Unis  | GRS  |
| Katusha                 | Russie      | KAT  |
| Lampre-ISD              | Italie      | LAM  |
| Liquigas-Cannondale     | Italie      | LIQ  |
| Lotto-Belisol           | Belgique    | LTB  |
| Movistar                | Espagne     | MOV  |
| Omega Pharma-Quick Step | Belgique    | OPQ  |
| Orica-GreenEDGE         | Australie   | OGE  |
| Rabobank                | Pays-Bas    | RAB  |
| RadioShack-Nissan       | Luxembourg  | RNT  |
| Saxo Bank-Tinkoff Bank  | Danemark    | STB  |
| Sky                     | Royaume-Uni | SKY  |
| Vacansoleil-DCM         | Pays-Bas    | VCD  |

| Nom de l'équipe | Pays     | Code |
| --------------- | -------- | ---- |
| Andalucía       | Espagne  | ACG  |
| Argos-Shimano   | Pays-Bas | ARG  |
| Caja Rural      | Espagne  | CJR  |
| Cofidis         | France   | COF  |

### Favoris

#### Pour le classement général
Les favoris à la victoire sont Alberto Contador (Saxo Bank-Tinkoff Bank), qui a repris la compétition durant le mois d'août après une suspension, Joaquim Rodríguez (Katusha), Igor Antón (Euskaltel-Euskadi), le vainqueur sortant Juan José Cobo (Movistar) ainsi que son coéquipier Alejandro Valverde, Christopher Froome (Sky), qui après ses deuxièmes places à la Vuelta 2011 et au Tour de France 2012 veut gagner son premier grand tour. Jurgen Van den Broeck (Lotto-Belisol), Robert Gesink (Rabobank), Thomas De Gendt (Vacansoleil-DCM), Andrew Talansky (Garmin-Sharp) et Nairo Quintana (Movistar), font figure d'outsiders et font partie des coureurs attendus parmi les dix premiers du classement général,.

#### Pour le classement par points
Les sprints massifs seront rares lors de l'édition 2012, c'est la raison pour laquelle peu de pur sprinters s'aligneront lors de cette édition. Des puncheurs comme Philippe Gilbert (BMC Racing) auront plus d'opportunités. On peut aussi citer les sprinteurs/puncheurs comme Nacer Bouhanni (FDJ-BigMat), Allan Davis (Orica-GreenEDGE), José Joaquín Rojas (Movistar) et John Degenkolb (Argos-Shimano) comme des candidats sérieux pour les arrivées au sprint ou sprint en côte.

#### Pour le classement de la montagne
David Moncoutié (Cofidis) prend part à cette Vuelta, qu'il envisage comme sa dernière course, avec l'ambition de gagner un cinquième maillot de meilleur grimpeur pour égaler le record de José Luis Laguía, et entrer dans l'histoire du cyclisme en devenant ainsi le premier coureur à terminer cinq fois consécutives meilleur grimpeur d'un Grand Tour.

## Règlement de la course

### Règlement du classement général
Le leader du classement général, qui porte le maillot rouge, est déterminé par addition des temps individuels réalisés à chaque étape. Des bonifications sont attribuées aux arrivées des étapes individuelles en ligne (20, 12 et 8 secondes aux trois premiers) ainsi que lors des sprints intermédiaires (6, 4 et 2 secondes).
En cas d’égalité les centièmes de secondes enregistrés dans les étapes contre-la-montre individuel sont réincorporés au classement. Si l'égalité persiste (notamment si aucun contre-la-montre individuel n'a encore été disputé) le départage est réalisé par addition des places obtenues dans les étapes et, en dernier ressort, à la place obtenue dans la dernière étape disputée.

### Règlement du classement par points
À l'issue de chaque étape le leader du classement par points porte le maillot vert.
Toutes les étapes individuelles attribuent des points selon le même barème. Aucun point n'est attribué lors du contre-la-montre par équipes.
- Arrivées : 25 points, 20, 16, 14, 12, 10, 9, 8, 7, 6, 5, 4, 3, 2 et 1 point au quinzième
- Sprints intermédiaires : 4 points, 2 et 1 point au troisième.

En cas d'égalité les coureurs sont départagés selon les critères suivants : nombre de victoires d'étape, nombre de victoires dans un sprint intermédiaire et enfin classement général.

### Règlement du classement de la montagne
Le classement de la montagne, dont le leader porte le maillot blanc à pois bleus, est établi selon le barème suivant :
- Arrivée au sommet : 15 points, 10, 6, 4 et 2 points au cinquième
- Col de 1re catégorie : 10 points, 6, 4, 2 et 1 point au cinquième
- Col de 2e catégorie : 5 points, 3 et 1 point au troisième
- Col de 3e catégorie : 3 points, 2 et 1 point au troisième.

### Règlement du classement combiné
Le classement combiné, dont le leader porte le maillot blanc, est réalisé par l'addition des places de chaque coureur aux classements général, par points et de la montagne. Ne sont donc classés que les coureurs qui ont marqué des points dans chacun de ce trois classements, sauf si aucun coureur n'est dans ce cas (on considère alors ceux qui figurent dans deux classements). En cas d'égalité, c'est le classement général qui prime.

## Récit de la course
L'équipe Movistar remporte la 1re étape sous forme de contre-la-montre par équipes au terme de laquelle l'Espagnol Jonathan Castroviejo prend le maillot rouge. La 2e étape est remportée au sprint à Viana par l'Allemand John Degenkolb (Argos-Shimano). Castroviejo conserve le maillot rouge.
L'étape suivante comporte plusieurs ascensions et c'est l'Espagnol Alejandro Valverde (Movistar) qui s'impose à Eibar et prend par la même occasion le maillot rouge. Son coéquipier et vainqueur de l'édition précédente Juan José Cobo est en difficulté dans les ascensions. Lors de la 4e étape, Valverde est victime d'une chute alors que la Sky de Christopher Froome venait d'enclencher un coup de bordure, le maillot rouge tentera de revenir, sans succès, dans la dernière ascension du jour, vers la station de Valdezcaray, et tandis que Simon Clarke, rescapé de l'échappée matinale, gagne l'étape, le maillot de leader échoue finalement sur les épaules de Joaquim Rodríguez. L'ex-leader se trouvant relégué à 36 secondes au général, Christopher Froome est à 1 seconde, Alberto Contador à 5.
L'étape suivante est remportée une nouvelle fois au sprint par John Degenkolb. Lors de la 6e étape, en revanche, le maillot rouge Joaquim Rodríguez s'impose lors d'une arrivée en côte à Jaca, il consolide son avance sur Christopher Froome, 2e de l'étape, Alejandro Valverde mais surtout sur Alberto Contador, pris de crampes. Lors de la 7e étape, John Degenkolb s'impose une nouvelle fois au sprint. Vient alors la huitième étape avec une arrivée au sommet vers le col de la Gallina en Andorre, Alejandro Valverde s'impose au sprint au sommet devant le maillot rouge et Alberto Contador, tandis que Froome perd une vingtaine de secondes. Philippe Gilbert s'impose lors de la 9e étape au sommet de l'Alto de Montjuich, devant Rodríguez qui conforte encore son maillot rouge : il compte désormais presque 1 minute d'avance sur ses poursuivants. Degenkolb l'emporte une nouvelle fois lors de la 10e étape.
La 11e étape, un contre-la-montre de 40 km vallonné, est considéré par de nombreux observateurs comme le réel point de départ de la lutte pour le maillot rouge, et c'est le Suédois Fredrik Kessiakoff qui crée la surprise en s'imposant devant Alberto Contador, 2e à 17 secondes, tandis que le Britannique Christopher Froome, 3e à plus de 40 secondes, déçoit. Joaquim Rodríguez en revanche, surprend en ne concédant qu'une minute à Contador et en conservant le maillot de leader pour une seconde devant ce dernier. Maillot qu'il confortera le lendemain en s'imposant en haut du mur de Ezaro, devant Contador. L'étape suivante, vers Ferrol, ne comprend pas de difficulté majeure mais c'est pourtant un coureur échappée, Steve Cummings qui surprend le peloton en s'imposant.
La 14e étape marque le vrai début de la haute montagne, avec un enchaînement de cols dans les Asturies et une arrivée au puerto de Ancares. Contador attaque Rodríguez de nombreuses fois mais ce dernier reste impossible à décrocher. Il s'impose même au sommet, en devançant au sprint Contador sur qui, grâce au bonifications, il compte désormais 22 secondes d'avance, tandis que Valverde et Froome, en difficulté, sont à 1 minute 41 secondes. Le lendemain, dans l'ascension qui mène vers les lacs de Covadonga, c'est Antonio Piedra, présent dans l'échappée matinale, qui s'impose. Rodríguez, Valverde et Contador terminent dans le même temps, alors que Froome perd 35 secondes. Même statu quo lors de la seizième étape qui mène pourtant au sommet du terrible Cuitu-Negru : Contador essaye de nombreuses fois de décrocher Rodríguez, mais ce dernier reprend même 6 secondes à Contador au sommet.
Il ne reste alors que très peu d'occasions au double vainqueur du Tour, déjà lauréat de l'épreuve en 2008, de doubler Rodríguez au classement général. Lors de la 17e étape, qui semblait pourtant la moins difficile des 10 arrivées au sommet, Contador fait basculer la course : il attaque à plus de 50 km de l'arrivée, dans le Collado de la Hoz, ce qui surprend Rodríguez, sur lequel il parvient enfin à faire un écart. Il passe au sommet avec 30 secondes d'avance et profitant de la présence d'équipiers dans l'échappée, creuse l'écart dans la vallée, si bien qu'il arrive au pied de la dernière ascension du jour avec plus de 2 minutes d'avance sur le groupe Rodríguez. Ce dernier se voit obligé de faire le rythme derrière et, lorsque Valverde attaque, il perd du terrain. Devant, Contador profite de l'aide de son ancien équipier Paolo Tiralongo pour prendre plus de 2 minutes 30 secondes d'avance. Valverde parvient presque à revenir sur la tête de course mais Contador conserve 6 secondes d'avance sur la ligne d'arrivée pour remporter l'étape et le maillot rouge. Au général, Valverde est 2e à plus de 1 minute 40 secondes, Rodríguez recule à la troisième place, à plus de 2 minutes 30 secondes.
Il ne reste alors que la 20e étape et l'arrivée au sommet de la Bola del Mundo pour tenter de faire des écarts. Entre-temps, Daniele Bennati gagne la 18e étape au sprint, et Philippe Gilbert s'offre le doublé lors la 19e.
Arrive donc la 20e étape et l'arrivée au sommet de la Bola del Mundo. Contador ne semble pas au mieux mais se contente de gérer son avance, il perd 45 secondes sur Rodríguez et 20 secondes sur Valverde, alors que Denis Menchov sauve sa saison en remportant l'étape. La dernière étape se déroule sans encombre pour les favoris et John Degenkolb s'impose une dernière fois au sprint. Contador remporte donc sa 2e Vuelta, ce qui constitue son 5e grand tour, avec 1 minute 16 secondes d'avance sur Valverde et 1 minute 37 secondes sur Rodríguez.

## Étapes
| Étape     | Date               | Villes étapes                                    | Type                         | Distance (en km)   | Vainqueur d’étape  | Leader du classement général |
| --------- | ------------------ | ------------------------------------------------ | ---------------------------- | ------------------ | ------------------ | ---------------------------- |
| 1re étape | Sam. 18 août       | Pampelune – Pampelune                            | Contre-la-montre par équipes | 16,5               | Movistar           | Jonathan Castroviejo         |
| 2e étape  | Dim. 19 août       | Pampelune – Viana                                | Étape de plaine              | 181,4              | John Degenkolb     | Jonathan Castroviejo         |
| 3e étape  | Lun. 20 août       | Faustino V – Eibar                               | Étape de montagne            | 155,3              | Alejandro Valverde | Alejandro Valverde           |
| 4e étape  | Mar. 21 août       | Barakaldo – Valdezcaray                          | Étape de montagne            | 160,6              | Simon Clarke       | Joaquim Rodríguez            |
| 5e étape  | Mer. 22 août       | Logrogne – Logrogne                              | Étape de plaine              | 168                | John Degenkolb     | Joaquim Rodríguez            |
| 6e étape  | Jeu. 23 août       | Tarazona – Jaca                                  | Étape de plaine              | 175,4              | Joaquim Rodríguez  | Joaquim Rodríguez            |
| 7e étape  | Ven. 24 août       | Huesca – Alcañiz                                 | Étape de plaine              | 164,2              | John Degenkolb     | Joaquim Rodríguez            |
| 8e étape  | Sam. 25 août       | Lérida – Col de la Gallina (AND)                 | Étape de montagne            | 174,7              | Alejandro Valverde | Joaquim Rodríguez            |
| 9e étape  | Dim. 26 août       | Andorre (AND) – Barcelone                        | Étape de plaine              | 196,3              | Philippe Gilbert   | Joaquim Rodríguez            |
|           | Lun. 27 août       | (journée de repos)                               | (journée de repos)           | (journée de repos) | (journée de repos) | (journée de repos)           |
| 10e étape | Mar. 28 août       | Ponteareas – Sanxenxo                            | Étape de plaine              | 190                | John Degenkolb     | Joaquim Rodríguez            |
| 11e étape | Mer. 29 août       | Cambados – Pontevedra                            | Contre-la-montre             | 39,4               | Fredrik Kessiakoff | Joaquim Rodríguez            |
| 12e étape | Jeu. 30 août       | Vilagarcía de Arousa – Dumbría. Mirador de Ézaro | Étape de plaine              | 190,5              | Joaquim Rodríguez  | Joaquim Rodríguez            |
| 13e étape | Ven. 31 août       | Saint-Jacques-de-Compostelle – Ferrol            | Étape de plaine              | 172,8              | Steve Cummings     | Joaquim Rodríguez            |
| 14e étape | Sam. 1er septembre | Palas de Rei – Puerto de Ancares                 | Étape de montagne            | 149,2              | Joaquim Rodríguez  | Joaquim Rodríguez            |
| 15e étape | Dim. 2 septembre   | La Robla – Lacs de Covadonga                     | Étape de montagne            | 186,5              | Antonio Piedra     | Joaquim Rodríguez            |
| 16e étape | Lun. 3 septembre   | Gijón – Cuitu Negru                              | Étape de montagne            | 183,5              | Dario Cataldo      | Joaquim Rodríguez            |
|           | Mar. 4 septembre   | (journée de repos)                               | (journée de repos)           | (journée de repos) | (journée de repos) | (journée de repos)           |
| 17e étape | Mer. 5 septembre   | Santander – Fuente Dé                            | Étape de montagne            | 187,3              | Alberto Contador   | Alberto Contador             |
| 18e étape | Jeu. 6 septembre   | Aguilar de Campoo – Valladolid                   | Étape de plaine              | 204,5              | Daniele Bennati    | Alberto Contador             |
| 19e étape | Ven. 7 septembre   | Peñafiel – La Lastrilla                          | Étape de plaine              | 178,4              | Philippe Gilbert   | Alberto Contador             |
| 20e étape | Sam. 8 septembre   | Golf La Faisanera – Bola del Mundo               | Étape de montagne            | 170,7              | Denis Menchov      | Alberto Contador             |
| 21e étape | Dim. 9 septembre   | Cercedilla – Madrid                              | Étape de plaine              | 115                | John Degenkolb     | Alberto Contador             |

## Classements finals

### Classement général
| Classement général | Classement général | Classement général | Classement général      | Classement général  |
|                    | Coureur            | Pays               | Équipe                  | Temps               |
| ------------------ | ------------------ | ------------------ | ----------------------- | ------------------- |
| 1er                | Alberto Contador   | Espagne            | Saxo Bank-Tinkoff Bank  | en 84 h 59 min 49 s |
| 2e                 | Alejandro Valverde | Espagne            | Movistar                | + 1 min 16 s        |
| 3e                 | Joaquim Rodríguez  | Espagne            | Katusha                 | + 1 min 37 s        |
| 4e                 | Christopher Froome | Royaume-Uni        | Sky                     | + 10 min 16 s       |
| 5e                 | Daniel Moreno      | Espagne            | Katusha                 | + 11 min 29 s       |
| 6e                 | Robert Gesink      | Pays-Bas           | Rabobank                | + 12 min 23 s       |
| 7e                 | Andrew Talansky    | États-Unis         | Garmin-Sharp            | + 13 min 28 s       |
| 8e                 | Laurens ten Dam    | Pays-Bas           | Rabobank                | + 13 min 41 s       |
| 9e                 | Igor Antón         | Espagne            | Euskaltel-Euskadi       | + 14 min 1 s        |
| 10e                | Beñat Intxausti    | Espagne            | Movistar                | + 16 min 13 s       |
| 11e                | Gorka Verdugo      | Espagne            | Euskaltel-Euskadi       | + 16 min 22 s       |
| 12e                | Nicolas Roche      | Irlande            | AG2R La Mondiale        | + 17 min 50 s       |
| 13e                | Tomasz Marczyński  | Pologne            | Vacansoleil-DCM         | + 19 min 14 s       |
| 14e                | Sergio Henao       | Colombie           | Sky                     | + 19 min 59 s       |
| 15e                | Przemysław Niemiec | Pologne            | Lampre-ISD              | + 20 min 48 s       |
| 16e                | Maxime Monfort     | Belgique           | RadioShack-Nissan       | + 20 min 50 s       |
| 17e                | Bart De Clercq     | Belgique           | Lotto-Belisol           | + 20 min 56 s       |
| 18e                | Rinaldo Nocentini  | Italie             | AG2R La Mondiale        | + 22 min 30 s       |
| 19e                | Winner Anacona     | Colombie           | Lampre-ISD              | + 23 min 38 s       |
| 20e                | Maxime Bouet       | France             | AG2R La Mondiale        | + 26 min 30 s       |
| 21e                | André Cardoso      | Portugal           | Caja Rural              | + 31 min 51 s       |
| 22e                | Jan Bakelants      | Belgique           | RadioShack-Nissan       | + 32 min 45 s       |
| 23e                | Rémi Pauriol       | France             | FDJ-BigMat              | + 40 min 48 s       |
| 24e                | Serge Pauwels      | Belgique           | Omega Pharma-Quick Step | + 46 min 26 s       |
| 25e                | Eros Capecchi      | Italie             | Liquigas-Cannondale     | + 46 min 54 s       |
| modifier           |                    |                    |                         |                     |

### Classements annexes
| Classement par points | Classement par points | Classement par points | Classement par points  | Classement par points |
| --------------------- | --------------------- | --------------------- | ---------------------- | --------------------- |
|                       | Coureur               | Pays                  | Équipe                 | Point(s)              |
| 1er                   | Alejandro Valverde    | ESP                   | Movistar               | 199 points            |
| 2e                    | Joaquim Rodríguez     | ESP                   | Katusha                | 193 pts               |
| 3e                    | Alberto Contador      | ESP                   | Saxo Bank-Tinkoff Bank | 161 pts               |
| 4e                    | John Degenkolb        | GER                   | Argos-Shimano          | 149 pts               |
| 5e                    | Daniele Bennati       | ITA                   | RadioShack-Nissan      | 107 pts               |
| 6e                    | Christopher Froome    | GBR                   | Sky                    | 93 pts                |
| 7e                    | Allan Davis           | AUS                   | Orica-GreenEDGE        | 84 pts                |
| 8e                    | Elia Viviani          | ITA                   | Liquigas-Cannondale    | 79 pts                |
| 9e                    | Lloyd Mondory         | FRA                   | AG2R La Mondiale       | 74 pts                |
| 10e                   | Daniel Moreno         | ESP                   | Katusha                | 72 pts                |
| modifier              |                       |                       |                        |                       |

| Classement du meilleur grimpeur | Classement du meilleur grimpeur | Classement du meilleur grimpeur | Classement du meilleur grimpeur | Classement du meilleur grimpeur |
| ------------------------------- | ------------------------------- | ------------------------------- | ------------------------------- | ------------------------------- |
|                                 | Coureur                         | Pays                            | Équipe                          | Point(s)                        |
| 1er                             | Simon Clarke                    | AUS                             | Orica-GreenEDGE                 | 63 points                       |
| 2e                              | David de la Fuente              | ESP                             | Caja Rural                      | 40 pts                          |
| 3e                              | Joaquim Rodríguez               | ESP                             | Katusha                         | 36 pts                          |
| 4e                              | Thomas De Gendt                 | BEL                             | Vacansoleil-DCM                 | 33 pts                          |
| 5e                              | Alejandro Valverde              | ESP                             | Movistar                        | 31 pts                          |
| 6e                              | Alberto Contador                | ESP                             | Saxo Bank-Tinkoff Bank          | 28 pts                          |
| 7e                              | Dario Cataldo                   | ITA                             | Omega Pharma-Quick Step         | 27 pts                          |
| 8e                              | Richie Porte                    | AUS                             | Sky                             | 21 pts                          |
| 9e                              | Denis Menchov                   | RUS                             | Katusha                         | 20 pts                          |
| 10e                             | David Moncoutié                 | FRA                             | Cofidis                         | 18 pts                          |
| modifier                        |                                 |                                 |                                 |                                 |

| Classement du combiné | Classement du combiné | Classement du combiné | Classement du combiné   | Classement du combiné |
| --------------------- | --------------------- | --------------------- | ----------------------- | --------------------- |
|                       | Coureur               | Pays                  | Équipe                  | Point(s)              |
| 1er                   | Alejandro Valverde    | ESP                   | Movistar                | 8 points              |
| 2e                    | Joaquim Rodríguez     | ESP                   | Katusha                 | 8 pts                 |
| 3e                    | Alberto Contador      | ESP                   | Saxo Bank-Tinkoff Bank  | 10 pts                |
| 4e                    | Christopher Froome    | GBR                   | Sky                     | 30 pts                |
| 5e                    | Daniel Moreno         | ESP                   | Katusha                 | 48 pts                |
| 6e                    | Nicolas Roche         | IRL                   | AG2R La Mondiale        | 65 pts                |
| 7e                    | Eros Capecchi         | ITA                   | Liquigas-Cannondale     | 79 pts                |
| 8e                    | Thomas De Gendt       | BEL                   | Vacansoleil-DCM         | 80 pts                |
| 9e                    | Dario Cataldo         | ITA                   | Omega Pharma-Quick Step | 85 pts                |
| 10e                   | Sergio Henao          | COL                   | Sky                     | 88 pts                |
| modifier              |                       |                       |                         |                       |

| Classement général par équipes | Classement général par équipes | Classement général par équipes | Classement général par équipes |
|                                | Équipe                         | Pays                           | Temps                          |
| ------------------------------ | ------------------------------ | ------------------------------ | ------------------------------ |
| 1re                            | Movistar                       | Espagne                        | en 254 h 52 min 49 s           |
| 2e                             | Euskaltel-Euskadi              | Espagne                        | + 9 min 40 s                   |
| 3e                             | AG2R La Mondiale               | France                         | + 20 min 19 s                  |
| 4e                             | Rabobank                       | Pays-Bas                       | + 23 min 48 s                  |
| 5e                             | Sky                            | Royaume-Uni                    | + 26 min 55 s                  |
| 6e                             | Katusha                        | Russie                         | + 36 min 7 s                   |
| 7e                             | Lampre-ISD                     | Italie                         | + 53 min                       |
| 8e                             | Saxo Bank-Tinkoff Bank         | Danemark                       | + 1 h 1 min 11 s               |
| 9e                             | RadioShack-Nissan              | Luxembourg                     | + 1 h 17 min 34 s              |
| 10e                            | Caja Rural                     | Espagne                        | + 1 h 25 min 10 s              |
| modifier                       |                                |                                |                                |

### UCI World Tour
Ce Tour d'Espagne attribue des points pour l'UCI World Tour 2012, seulement aux coureurs des équipes ayant un label ProTeam.
| Position           | 1er | 2e  | 3e  | 4e | 5e | 6e | 7e | 8e | 9e | 10e | 11e | 12e | 13e | 14e | 15e | 16e | 17e | 18e | 19e | 20e |
| Classement général | 170 | 130 | 100 | 90 | 80 | 70 | 60 | 52 | 44 | 38  | 32  | 26  | 22  | 18  | 14  | 10  | 8   | 6   | 4   | 2   |
| Par étape          | 16  | 8   | 4   | 2  | 1  |    |    |    |    |     |     |     |     |     |     |     |     |     |     |     |

| #  | Coureur            | Équipe                 | Points |
| -- | ------------------ | ---------------------- | ------ |
| 1  | Alberto Contador   | Saxo Bank-Tinkoff Bank | 220    |
| 2  | Alejandro Valverde | Movistar               | 193    |
| 3  | Joaquim Rodríguez  | Katusha                | 178    |
| 4  | Christopher Froome | Sky                    | 110    |
| 5  | Daniel Moreno      | Katusha                | 87     |
| 6  | Robert Gesink      | Rabobank               | 72     |
| 7  | Andrew Talansky    | Garmin-Sharp           | 60     |
| 8  | Laurens ten Dam    | Rabobank               | 52     |
| 9  | Igor Antón         | Euskaltel-Euskadi      | 44     |
| 10 | Beñat Intxausti    | Movistar               | 39     |

| Suite du classement (11-48) | Suite du classement (11-48) | Suite du classement (11-48) | Suite du classement (11-48) |
| --------------------------- | --------------------------- | --------------------------- | --------------------------- |
| 11                          | Daniele Bennati             | RadioShack-Nissan           | 34                          |
| 11                          | Gorka Verdugo               | Euskaltel-Euskadi           | 34                          |
| 13                          | Philippe Gilbert            | BMC Racing                  | 32                          |
| 14                          | Nicolas Roche               | AG2R La Mondiale            | 27                          |
| 15                          | Tomasz Marczyński           | Vacansoleil-DCM             | 24                          |
| 16                          | Sergio Henao                | Sky                         | 22                          |
| 17                          | Elia Viviani                | Liquigas-Cannondale         | 19                          |
| 18                          | Simon Clarke                | Orica-GreenEDGE             | 18                          |
| 18                          | Allan Davis                 | Orica-GreenEDGE             | 18                          |
| 18                          | Fredrik Kessiakoff          | Astana                      | 18                          |
| 21                          | Dario Cataldo               | Omega Pharma-Quick Step     | 16                          |
| 21                          | Steve Cummings              | BMC Racing                  | 16                          |
| 21                          | Denis Menchov               | Katusha                     | 16                          |
| 24                          | Przemysław Niemiec          | Lampre-ISD                  | 14                          |
| 25                          | Nacer Bouhanni              | FDJ-BigMat                  | 12                          |
| 25                          | Ben Swift                   | Sky                         | 12                          |
| 27                          | Maxime Monfort              | RadioShack-Nissan           | 10                          |
| 28                          | Bart De Clercq              | Lotto-Belisol               | 8                           |
| 28                          | Thomas De Gendt             | Vacansoleil-DCM             | 8                           |
| 28                          | Tony Martin                 | Omega Pharma-Quick Step     | 8                           |
| 28                          | Cameron Meyer               | Orica-GreenEDGE             | 8                           |
| 28                          | Rubén Pérez                 | Euskaltel-Euskadi           | 8                           |
| 28                          | Richie Porte                | Skt                         | 8                           |
| 34                          | Gianni Meersman             | Lotto-Belisol               | 7                           |
| 34                          | Rinaldo Nocentini           | AG2R La Mondiale            | 7                           |
| 36                          | Lloyd Mondory               | AG2R La Mondiale            | 6                           |
| 37                          | Winner Anacona              | Lampre-ISD                  | 4                           |
| 37                          | Assan Bazayev               | Astana                      | 4                           |
| 37                          | Kevin De Weert              | Omega Pharma-Quick Step     | 4                           |
| 37                          | Juan Antonio Flecha         | Sky                         | 4                           |
| 37                          | Paolo Tiralongo             | Astana                      | 4                           |
| 42                          | Maxime Bouet                | AG2R La Mondiale            | 2                           |
| 43                          | Eros Capecchi               | Liquigas-Cannondale         | 1                           |
| 43                          | Koldo Fernández             | Garmin-Sharp                | 1                           |
| 43                          | Linus Gerdemann             | RadioShack-Nissan           | 1                           |
| 43                          | Pablo Lastras               | Movistar                    | 1                           |
| 43                          | Klaas Lodewyck              | BMC Racing                  | 1                           |
| 43                          | Romain Sicard               | Euskaltel-Euskadi           | 1                           |

## Évolution des classements
| Étape              | Vainqueur          | Classement général   | Classement par points | Classement de la montagne | Classement du combiné | Classement par équipes | Prix de la combativité |
| ------------------ | ------------------ | -------------------- | --------------------- | ------------------------- | --------------------- | ---------------------- | ---------------------- |
| 1                  | Movistar           | Jonathan Castroviejo | Non décerné           | Non décerné               | Non décerné           | Movistar               | Imanol Erviti          |
| 2                  | John Degenkolb     | Jonathan Castroviejo | John Degenkolb        | Javier Chacón             | Javier Chacón         | Movistar               | Javier Aramendia       |
| 3                  | Alejandro Valverde | Alejandro Valverde   | Alejandro Valverde    | Pim Ligthart              | Alejandro Valverde    | Movistar               | Philippe Gilbert       |
| 4                  | Simon Clarke       | Joaquim Rodríguez    | Simon Clarke          | Simon Clarke              | Joaquim Rodríguez     | Rabobank               | Luis Ángel Maté        |
| 5                  | John Degenkolb     | Joaquim Rodríguez    | John Degenkolb        | Simon Clarke              | Joaquim Rodríguez     | Rabobank               | Javier Chacón          |
| 6                  | Joaquim Rodríguez  | Joaquim Rodríguez    | John Degenkolb        | Simon Clarke              | Joaquim Rodríguez     | Sky                    | Thomas De Gendt        |
| 7                  | John Degenkolb     | Joaquim Rodríguez    | John Degenkolb        | Simon Clarke              | Joaquim Rodríguez     | Sky                    | Javier Aramendia       |
| 8                  | Alejandro Valverde | Joaquim Rodríguez    | John Degenkolb        | Alejandro Valverde        | Joaquim Rodríguez     | Rabobank               | Javier Aramendia       |
| 9                  | Philippe Gilbert   | Joaquim Rodríguez    | Joaquim Rodríguez     | Alejandro Valverde        | Joaquim Rodríguez     | Rabobank               | Javier Chacón          |
| 10                 | John Degenkolb     | Joaquim Rodríguez    | John Degenkolb        | Alejandro Valverde        | Joaquim Rodríguez     | Rabobank               | Javier Aramendia       |
| 11                 | Fredrik Kessiakoff | Joaquim Rodríguez    | John Degenkolb        | Alejandro Valverde        | Joaquim Rodríguez     | Rabobank               | Fredrik Kessiakoff     |
| 12                 | Joaquim Rodríguez  | Joaquim Rodríguez    | Joaquim Rodríguez     | Alejandro Valverde        | Joaquim Rodríguez     | Rabobank               | Mikel Astarloza        |
| 13                 | Steve Cummings     | Joaquim Rodríguez    | Joaquim Rodríguez     | Alejandro Valverde        | Joaquim Rodríguez     | Rabobank               | Juan Antonio Flecha    |
| 14                 | Joaquim Rodríguez  | Joaquim Rodríguez    | Joaquim Rodríguez     | Simon Clarke              | Joaquim Rodríguez     | Rabobank               | Juan Manuel Gárate     |
| 15                 | Antonio Piedra     | Joaquim Rodríguez    | Joaquim Rodríguez     | Simon Clarke              | Joaquim Rodríguez     | Movistar               | Antonio Piedra         |
| 16                 | Dario Cataldo      | Joaquim Rodríguez    | Joaquim Rodríguez     | Simon Clarke              | Joaquim Rodríguez     | Movistar               | Dario Cataldo          |
| 17                 | Alberto Contador   | Alberto Contador     | Joaquim Rodríguez     | Simon Clarke              | Joaquim Rodríguez     | Movistar               | Alberto Contador       |
| 18                 | Daniele Bennati    | Alberto Contador     | Joaquim Rodríguez     | Simon Clarke              | Joaquim Rodríguez     | Movistar               | Gatis Smukulis         |
| 19                 | Philippe Gilbert   | Alberto Contador     | Joaquim Rodríguez     | Simon Clarke              | Joaquim Rodríguez     | Movistar               | Ji Cheng               |
| 20                 | Denis Menchov      | Alberto Contador     | Joaquim Rodríguez     | Simon Clarke              | Joaquim Rodríguez     | Movistar               | Simon Clarke           |
| 21                 | John Degenkolb     | Alberto Contador     | Alejandro Valverde    | Simon Clarke              | Alejandro Valverde    | Movistar               | Non décerné            |
| Classements finals | Classements finals | Alberto Contador     | Alejandro Valverde    | Simon Clarke              | Alejandro Valverde    | Movistar               | Alberto Contador       |

## Liste des participants
| Légende        | Légende                                                                                                  | Légende        | Légende                                                                                         |
| -------------- | --- | -------------- | ----------------------------------------------------------------------------------------------- |
| #              | Dossard de départ porté par le coureur sur cette Vuelta                                                  | Pos.           | Position finale au classement général                                                           |
| A red jersey   | Indique le vainqueur du classement général                                                               | A blue jersey  | Indique le vainqueur du classement de la montagne                                               |
| A green jersey | Indique le vainqueur du classement par points                                                            | A white jersey | Indique le vainqueur du classement du combiné                                                   |
| NP             | Indique un coureur qui n'a pas pris le départ d'une étape, suivi du numéro de l'étape où il s'est retiré | AB             | Indique un coureur qui n'a pas terminé une étape, suivi du numéro de l'étape où il s'est retiré |
| HD             | Indique un coureur qui a terminé hors des délais une étape, suivi du numéro de l'étape                   |                |                                                                                                 |

| Movistar                    | Movistar                    | Movistar                    | FDJ-Big Mat             | FDJ-Big Mat             | FDJ-Big Mat             | Rabobank          | Rabobank            | Rabobank          |
| --------------------------- | --------------------------- | --------------------------- | ----------------------- | ----------------------- | ----------------------- | ----------------- | ------------------- | ----------------- |
| 1                           | Juan José Cobo              | 67º                         | 81                      | Arnold Jeannesson       | 64º                     | 161               | Robert Gesink       | 6º                |
| 2                           | Jonathan Castroviejo        | 148º                        | 82                      | William Bonnet          | 152º                    | 162               | Lars Boom           | 107º              |
| 3                           | Imanol Erviti               | 132º                        | 83                      | David Boucher           | AB-4                    | 163               | Matti Breschel      | 159º              |
| 4                           | Beñat Intxausti             | 10º                         | 84                      | Nacer Bouhanni          | AB-13                   | 164               | Stef Clement        | 100º              |
| 5                           | Pablo Lastras               | 74º                         | 85                      | Arnaud Courteille       | 154º                    | 165               | Juan Manuel Gárate  | 42º               |
| 6                           | Javier Moreno               | 66º                         | 86                      | Rémi Pauriol            | 23º                     | 166               | Bauke Mollema       | 28º               |
| 7                           | Nairo Quintana              | 36º                         | 87                      | Gabriel Rasch           | 118º                    | 167               | Grischa Niermann    | 103º              |
| 8                           | José Joaquín Rojas          | NP-14                       | 88                      | Dominique Rollin        | 153º                    | 168               | Laurens Ten Dam     | 8º                |
| 9                           | Alejandro Valverde          | 2º                          | 89                      | Benoît Vaugrenard       | 136º                    | 169               | Dennis van Winden   | 164º              |
| Manager :                   | Manager :                   | Manager :                   | Manager :               | Manager :               | Manager :               | Manager :         | Manager :           | Manager :         |
| Ag2r La Mondiale            | Ag2r La Mondiale            | Ag2r La Mondiale            | Team Garmin-Barracuda   | Team Garmin-Barracuda   | Team Garmin-Barracuda   | Radio Shack       | Radio Shack         | Radio Shack       |
| 11                          | John Gadret                 | NP-10                       | 91                      | Andrew Talansky         | 7º                      | 171               | Maxime Monfort      | 16º               |
| 12                          | Maxime Bouet                | 20º                         | 92                      | Thomas Dekker           | 149º                    | 172               | Jan Bakelants       | 22º               |
| 13                          | Ben Gastauer                | 81º                         | 93                      | Koldo Fernández         | 134º                    | 173               | Daniele Bennati     | 144º              |
| 14                          | Blel Kadri                  | 169º                        | 94                      | Michel Kreder           | 96º                     | 174               | Laurent Didier      | 86º               |
| 15                          | Lloyd Mondory               | 104º                        | 95                      | Raymond Kreder          | 172º                    | 175               | Linus Gerdemann     | AB-18             |
| 16                          | Matteo Montaguti            | 72º                         | 96                      | Christophe Le Mével     | 31º                     | 176               | Markel Irizar       | 93º               |
| 17                          | Rinaldo Nocentini           | 18º                         | 97                      | Martijn Maaskant        | 150º                    | 177               | Tiago Machado       | 40º               |
| 18                          | Christophe Riblon           | 162º                        | 98                      | Thomas Peterson         | 115º                    | 178               | Grégory Rast        | 92º               |
| 19                          | Nicolas Roche               | 12º                         | 99                      | Johan Vansummeren       | 79º                     | 179               | Hayden Roulston     | NP-13             |
| Manager :                   | Manager :                   | Manager :                   | Manager :               | Manager :               | Manager :               | Manager :         | Manager :           | Manager :         |
| Andalucía                   | Andalucía                   | Andalucía                   | Katusha                 | Katusha                 | Katusha                 | Sky Procycling    | Sky Procycling      | Sky Procycling    |
| 21                          | Adrián Palomares            | 112º                        | 101                     | Joaquim Rodríguez       | 3º                      | 181               | Chris Froome        | 4º                |
| 22                          | Sergio Carrasco             | 94º                         | 102                     | Pavel Brutt             | 106º                    | 182               | Juan Antonio Flecha | 98º               |
| 23                          | Gustavo César Veloso        | 114º                        | 103                     | Xavier Florencio        | 105º                    | 183               | Sergio Henao        | 14º               |
| 24                          | Javier Chacón               | 161º                        | 104                     | Mikhail Ignatiev        | 171º                    | 184               | Danny Pate          | 147º              |
| 25                          | Pablo Lechuga               | AB-16                       | 105                     | Alberto Losada          | 37º                     | 185               | Richie Porte        | 68º               |
| 26                          | Juan José Lobato            | 174º                        | 106                     | Denis Menchov           | 54º                     | 186               | Ian Stannard        | 111º              |
| 27                          | Javier Ramirez Abeja        | 120º                        | 107                     | Daniel Moreno           | 5º                      | 187               | Ben Swift           | 121º              |
| 28                          | Jesús Rosendo               | NP-19                       | 108                     | Gatis Smukulis          | 117º                    | 188               | Rigoberto Urán      | 29º               |
| 29                          | José Toribio                | 133º                        | 109                     | Ángel Vicioso           | 95º                     | 189               | Xabier Zandio       | AB-12             |
| Manager :                   | Manager :                   | Manager :                   | Manager :               | Manager :               | Manager :               | Manager :         | Manager :           | Manager :         |
| Astana Pro Team             | Astana Pro Team             | Astana Pro Team             | Lampre-ISD              | Lampre-ISD              | Lampre-ISD              | Argos-Shimano     | Argos-Shimano       | Argos-Shimano     |
| 31                          | Fredrik Kessiakoff          | 61º                         | 111                     | Damiano Cunego          | 33º                     | 191               | John Degenkolb      | 131º              |
| 32                          | Assan Bazayev               | AB-20                       | 112                     | Winner Anacona          | 19º                     | 192               | Koen de Kort        | 85º               |
| 33                          | Alexsandr Dyachenko         | 137º                        | 113                     | Davide Cimolai          | 163º                    | 193               | Yukihiro Doi        | 139º              |
| 34                          | Enrico Gasparotto           | NP-2                        | 114                     | Denys Kostyuk           | 56º                     | 194               | Tom Dumoulin        | AB-8              |
| 35                          | Andrey Kashechkin           | 34º                         | 115                     | Oleksandr Kvachuk       | 125º                    | 195               | Johannes Fröhlinger | 83º               |
| 36                          | Kevin Seeldraeyers          | 39º                         | 116                     | Marco Marzano           | 73º                     | 196               | Alexandre Geniez    | 90º               |
| 37                          | Egor Silin                  | 122º                        | 117                     | Przemysław Niemiec      | 15º                     | 197               | Simon Geschke       | 71º               |
| 38                          | Paolo Tiralongo             | 38º                         | 118                     | Morris Possoni          | NP-13                   | 198               | Thierry Hupond      | 124º              |
| 39                          | Andrey Zeits                | 52º                         | 119                     | Davide Vigano           | 141º                    | 199               | Ji Cheng            | 175º              |
| Manager :                   | Manager :                   | Manager :                   | Manager :               | Manager :               | Manager :               | Manager :         | Manager :           | Manager :         |
| BMC Racing Team             | BMC Racing Team             | BMC Racing Team             | Liquigas-Cannondale     | Liquigas-Cannondale     | Liquigas-Cannondale     | Saxo Bank-Tinkoff | Saxo Bank-Tinkoff   | Saxo Bank-Tinkoff |
| 41                          | Philippe Gilbert            | 59º                         | 121                     | Eros Capecchi           | 25º                     | 201               | Alberto Contador    | 1º                |
| 42                          | Alessandro Ballan           | 63º                         | 122                     | Maciej Bodnar           | 138º                    | 202               | Jesús Hernández     | 43º               |
| 43                          | Brent Bookwalter            | 78º                         | 123                     | Mauro Da Dalto          | 130º                    | 203               | Rafał Majka         | 32º               |
| 44                          | Steve Cummings              | 156º                        | 124                     | Tiziano Dall'Antonia    | 140º                    | 204               | Daniel Navarro      | 55º               |
| 45                          | Yannick Eijssen             | 119º                        | 125                     | Maciej Paterski         | 89º                     | 205               | Benjamín Noval      | 108º              |
| 46                          | Klaas Lodewijck             | 116º                        | 126                     | Daniele Ratto           | AB-12                   | 206               | Sérgio Paulinho     | 70º               |
| 47                          | Amaël Moinard               | 99º                         | 127                     | Cristiano Salerno       | 49º                     | 207               | Bruno Pires         | 97º               |
| 48                          | Steve Morabito              | 35º                         | 128                     | Cayetano Sarmiento      | 60º                     | 208               | Nicki Sørensen      | 155º              |
| 49                          | Mauro Santambrogio          | 58º                         | 129                     | Elia Viviani            | 128º                    | 209               | Matteo Tosatto      | 135º              |
| Manager :                   | Manager :                   | Manager :                   | Manager :               | Manager :               | Manager :               | Manager :         | Manager :           | Manager :         |
| Caja Rural                  | Caja Rural                  | Caja Rural                  | Lotto-Belisol           | Lotto-Belisol           | Lotto-Belisol           | Vacansoleil-DCM   | Vacansoleil-DCM     | Vacansoleil-DCM   |
| 51                          | Javier Aramendia            | 170º                        | 131                     | Jurgen Van Den Broeck   | NP-14                   | 211               | Thomas De Gendt     | 62º               |
| 52                          | Danail Petrov               | 168º                        | 132                     | Bart De Clercq          | 17º                     | 212               | Martijn Keizer      | 102º              |
| 53                          | Hernâni Broco               | 53º                         | 133                     | Jens Debusschere        | NP-14                   | 213               | Sergueï Lagoutine   | 46º               |
| 54                          | André Cardoso               | 21º                         | 134                     | Adam Hansen             | 123º                    | 214               | Pim Ligthart        | 126º              |
| 55                          | Manuel Antonio Cardoso      | 160º                        | 135                     | Olivier Kaisen          | AB-14                   | 215               | Bert-Jan Lindeman   | 143º              |
| 56                          | David De la Fuente          | 56º                         | 136                     | Gianni Meersman         | 57º                     | 216               | Tomasz Marczynski   | 13º               |
| 57                          | Aitor Galdós                | 173º                        | 137                     | Vicente Reynés          | 82º                     | 217               | Wouter Mol          | 151º              |
| 58                          | Marcos García               | 27º                         | 138                     | Joost van Leijen        | AB-17                   | 218               | Rob Ruijgh          | AB-17             |
| 59                          | Antonio Piedra              | 84º                         | 139                     | Frederik Willems        | 142º                    | 219               | Rafael Valls        | AB-14             |
| Manager :                   | Manager :                   | Manager :                   | Manager :               | Manager :               | Manager :               | Manager :         | Manager :           | Manager :         |
| Cofidis, le Crédit en Ligne | Cofidis, le Crédit en Ligne | Cofidis, le Crédit en Ligne | Omega Pharma-Quick Step | Omega Pharma-Quick Step | Omega Pharma-Quick Step |                   |                     |                   |
| 61                          | David Moncoutié             | 109º                        | 141                     | Tony Martin             | AB-20                   |                   |                     |                   |
| 62                          | Yoann Bagot                 | NP-8                        | 142                     | Dario Cataldo           | 51º                     |                   |                     |                   |
| 63                          | Florent Barle               | 129º                        | 143                     | Kevin De Weert          | 41º                     |                   |                     |                   |
| 64                          | Mickaël Buffaz              | 45º                         | 144                     | Serge Pauwels           | 24º                     |                   |                     |                   |
| 65                          | Leonardo Duque              | 80º                         | 145                     | František Raboň         | 157º                    |                   |                     |                   |
| 66                          | Egoitz García               | 101º                        | 146                     | Gert Steegmans          | 110º                    |                   |                     |                   |
| 67                          | Luis Ángel Maté             | 47º                         | 147                     | Zdeněk Štybar           | 76º                     |                   |                     |                   |
| 68                          | Rudy Molard                 | 113º                        | 148                     | Niki Terpstra           | 127º                    |                   |                     |                   |
| 69                          | Nico Sijmens                | 87º                         | 149                     | Kristof Vandewalle      | 91º                     |                   |                     |                   |
| Manager :                   | Manager :                   | Manager :                   | Manager :               | Manager :               | Manager :               |                   |                     |                   |
| Euskaltel-Euskadi           | Euskaltel-Euskadi           | Euskaltel-Euskadi           | Orica-GreenEDGE         | Orica-GreenEDGE         | Orica-GreenEDGE         |                   |                     |                   |
| 71                          | Igor Antón                  | 9º                          | 151                     | Allan Davis             | 167º                    |                   |                     |                   |
| 72                          | Mikel Astarloza             | 48º                         | 152                     | Simon Clarke            | 77º                     |                   |                     |                   |
| 73                          | Mikel Landa                 | 69º                         | 153                     | Julian Dean             | 158º                    |                   |                     |                   |
| 74                          | Juan José Oroz              | 50º                         | 154                     | Mitchell Docker         | 166º                    |                   |                     |                   |
| 75                          | Rubén Pérez                 | 75º                         | 155                     | Cameron Meyer           | NP-16                   |                   |                     |                   |
| 76                          | Romain Sicard               | 44º                         | 156                     | Travis Meyer            | 165º                    |                   |                     |                   |
| 77                          | Amets Txurruka              | 30º                         | 157                     | Wesley Sulzberger       | 145º                    |                   |                     |                   |
| 78                          | Iván Velasco                | 26º                         | 158                     | Daniel Teklehaymanot    | 146º                    |                   |                     |                   |
| 79                          | Gorka Verdugo               | 11º                         | 159                     | Pieter Weening          | 88º                     |                   |                     |                   |
| Manager :                   | Manager :                   | Manager :                   | Manager :               | Manager :               | Manager :               |                   |                     |                   |